# يعقوب نمرودي
يعقوب نمرودي الذي خدم لسنوات طويلة في الجيش الإسرائيلي ثم عين ملحقا عسكريا في السفارة الإسرائيلية في إيران. كان متورطا في فضيحة إيران غييت، ومن خلالها تقرب من رجالات السياسة في إسرائيل امثال شمعون بيريس وشارون وغيرهما من الذين كما يبدو سهلوا عليه تنظيم صفقات بيع الاسلحة. اشترى ملكية جريدة معاريف المسائية العام 1992 وعين ابنه عوفر رئيسا لمجلس ادارتها ومحررها المسؤول. جهت النيابة العامة تهمة التنصت غير القانوني إلى عوفر فنحى نفسه من وظائفه العام 1995 وحُكم عليه بالسجن ثمانية أشهر بعد ان اعترف بتهم التنصت التي وجهت اليه ومحاولاته لتشويش سير المحاكمة. وخلال مجرى المحاكمة هذه وجهت النيابة العامة اليه تهما بالقتل والرشاوى لضباط كبار في الشرطة الإسرائيلية، ومقابل هذا الوضع أعلن عن تنحية نفسه بالكامل من كل مناصبه المتعلقة بجريدة (معاريف)، وتولى هذه المناصب ولدة. وتحاول اوساط سياسية إسرائيلية ان تغطي بعض جوانب الفضيحة المتعلقة بإيران غييت لأنها قد تكشف وجوها كثيرة في الميدان السياسي ما سيؤدي إلى تغييرات محتملة (بل مؤكدة) في القيادة الإسرائيلية.